# Joia Mare
Joia Mare (sau Joia Patimilor) este sărbătoarea creștină care cade în joia de dinainte de Paști. În această zi se comemorează spălarea picioarelor și Cina cea de Taină a lui Iisus din Nazaret cu Apostolii așa cum este descris în Evanghelie. Este ziua a cincea a Săptămânii Mari și este precedată de Miercurea Mare și urmată de Vinerea Mare.

## Ortodoxie
Este ziua în care se citesc cele 12 pericope din evanghelii și se scoate Sfânta Cruce în naosul bisericii.

## Austro-Ungaria
La Viena exista obiceiul ca în Joia Mare împăratul să spele picioarele la 12 bătrâni și bătrâne în sala de ceremonii din Palatul Hofburg, după ce anterior el și împărăteasa  i-au servit personal la masă. Acest obicei a avut loc ultima dată în anul 1918.